# Marta Lempart
Marta Mirosława Lempart est une activiste sociale et politique polonaise née le 29 août 1979 à Lwówek Śląski.
Elle est coorganisatrice de la Manifestation Noire en 2016, initiatrice et l'une des organisatrices de la Grève Nationale des Femmes (pl),, qui revendique le droit des femmes à l'interruption volontaire de grossesse,, activiste de la Grève internationale des femmes, présidente de la Fondation de la Grève Nationale des Femmes et l'une des initiatrices et principales organisatrices des manifestations de la grève des femmes 2020-2021 en Pologne. Elle organise de manifestations contre les changements apportés au système judiciaire par Droit et justice, contre les abus sexuels dans l'Église catholique en Pologne (pl) et pour la défense des droits des personnes handicapées.

## Biographie

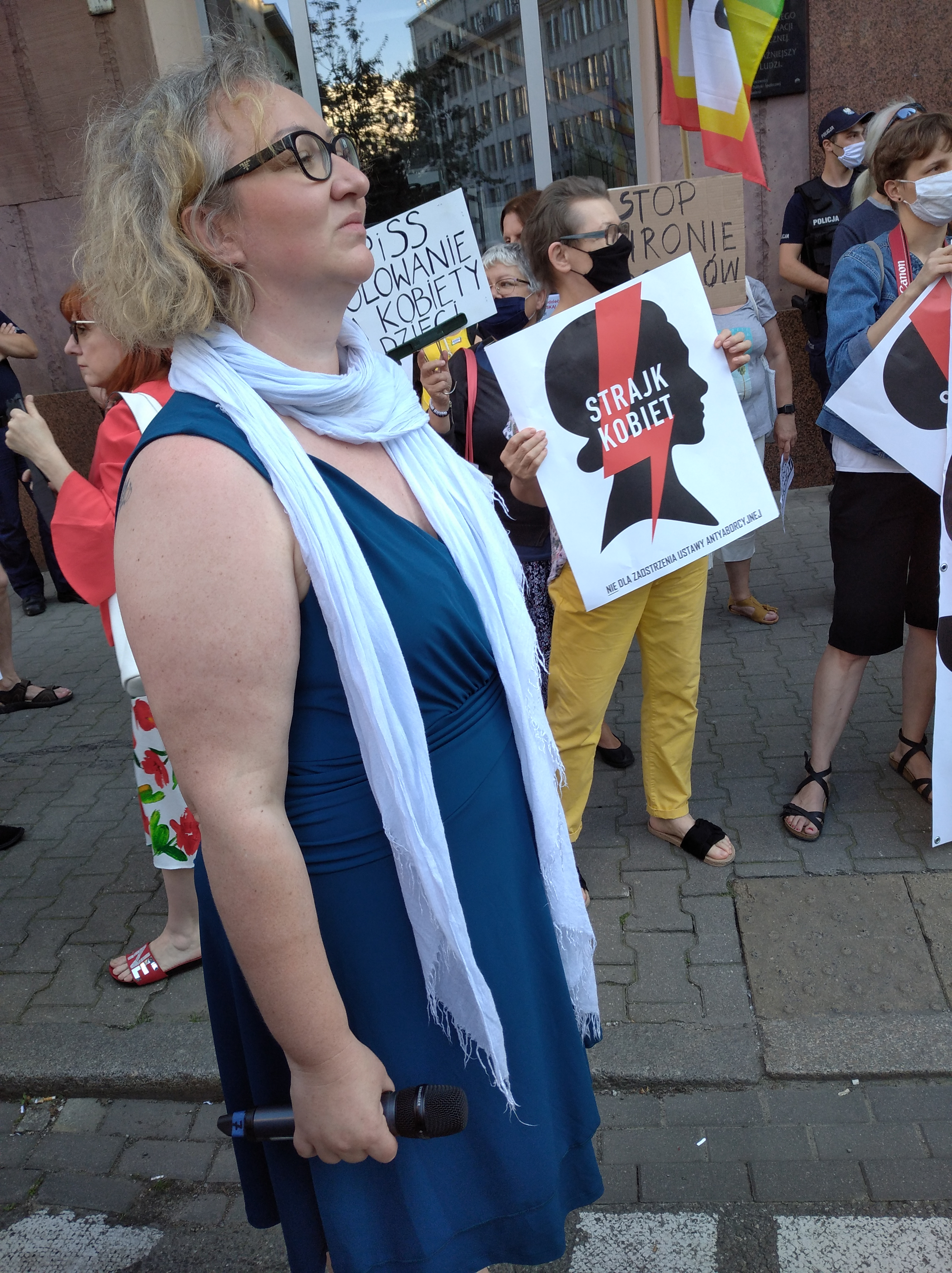
Marta Lempart à la manifestation contre la sortie de la Convention du Conseil de l'Europe sur la prévention et la lutte contre la violence à l'égard des femmes et la violence domestique en 2020.

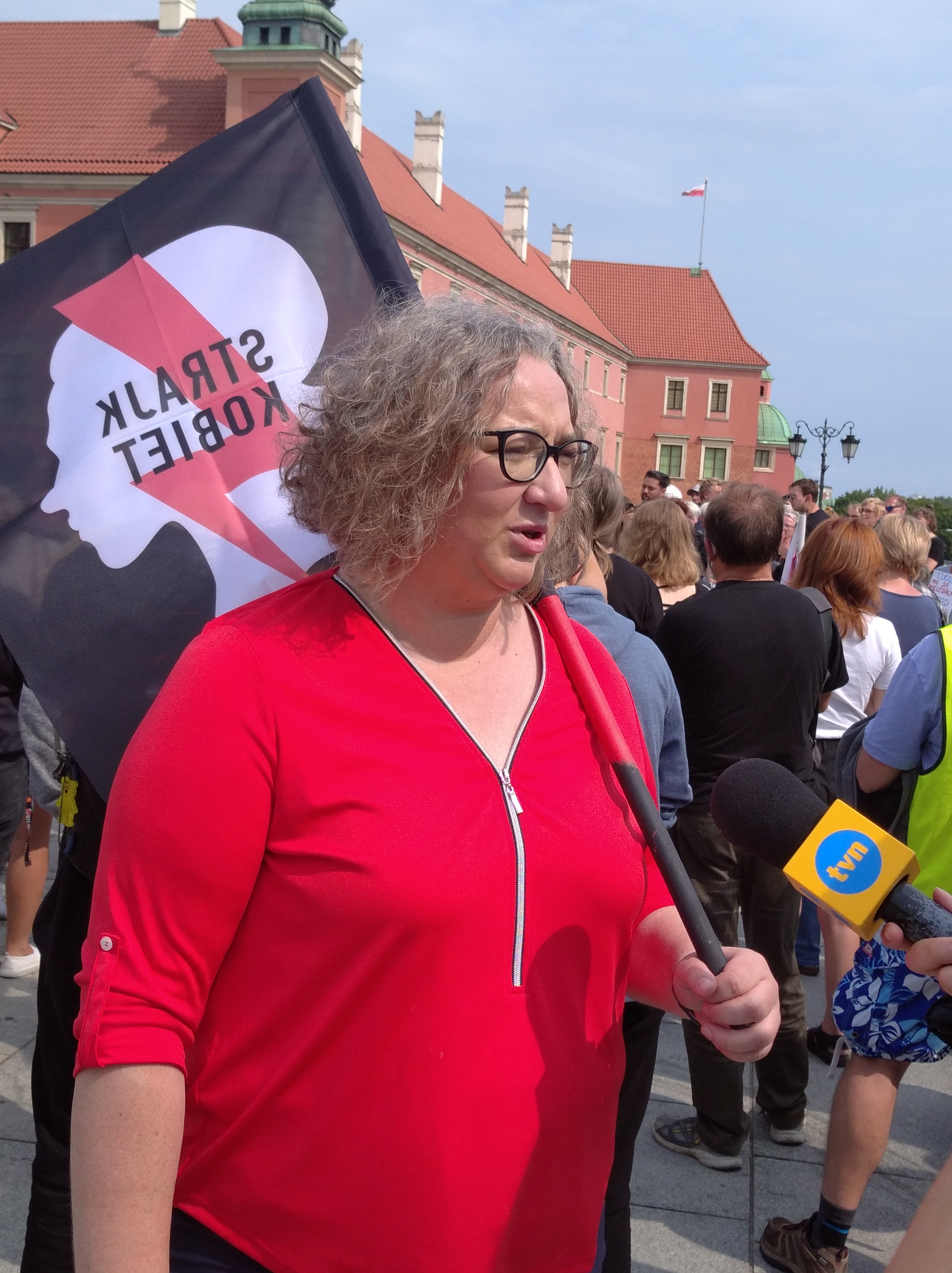
Marta Lempart en 2021 s'adressant aux journalistes de TVN lors de la manifestation Kabul\Kaból pour la défense des réfugiés d'Afghanistan.

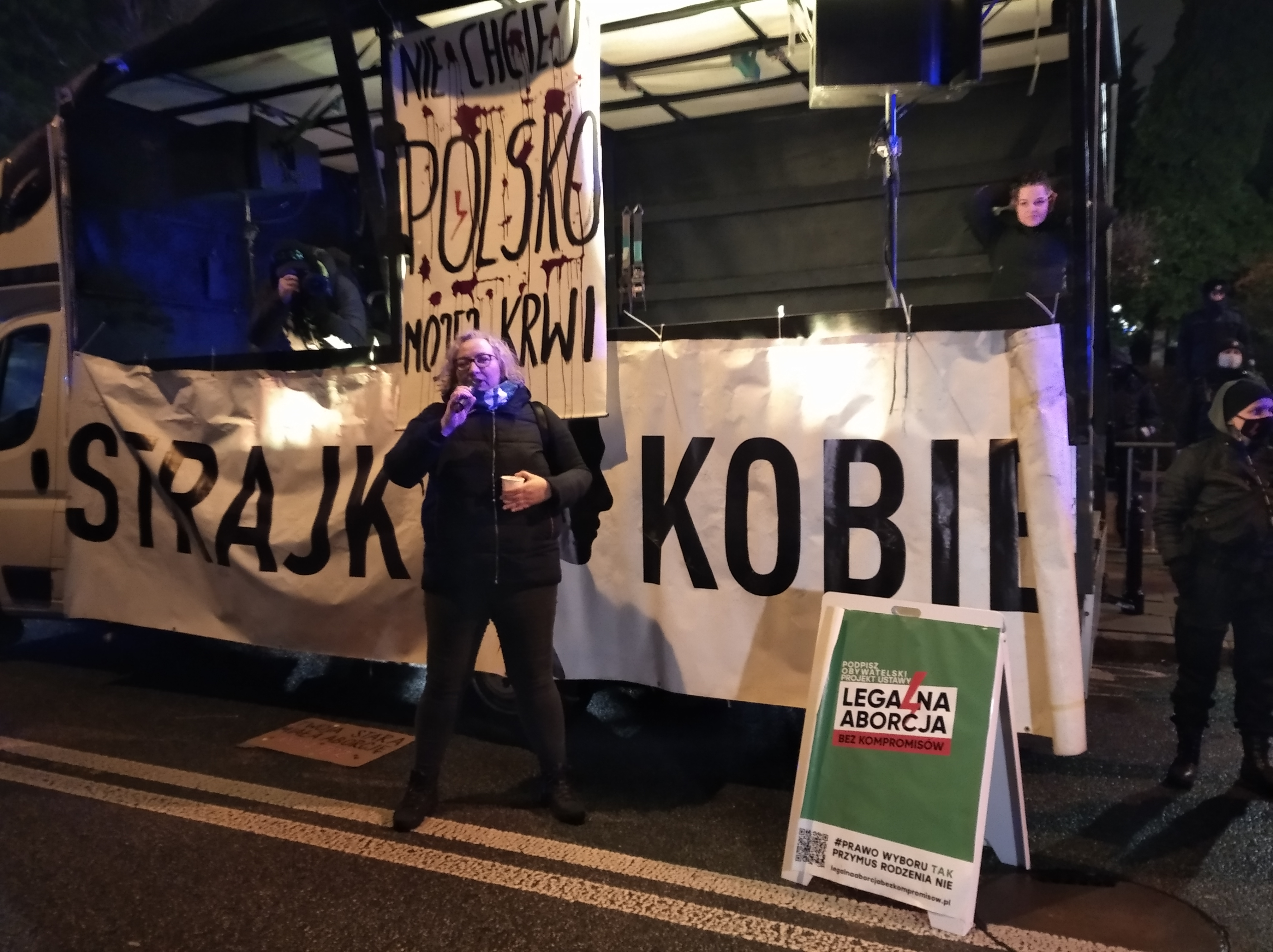
Marta Lempart en 2021 lors de son discours à la manifestation Nie chciej Polsko mojej krwi.

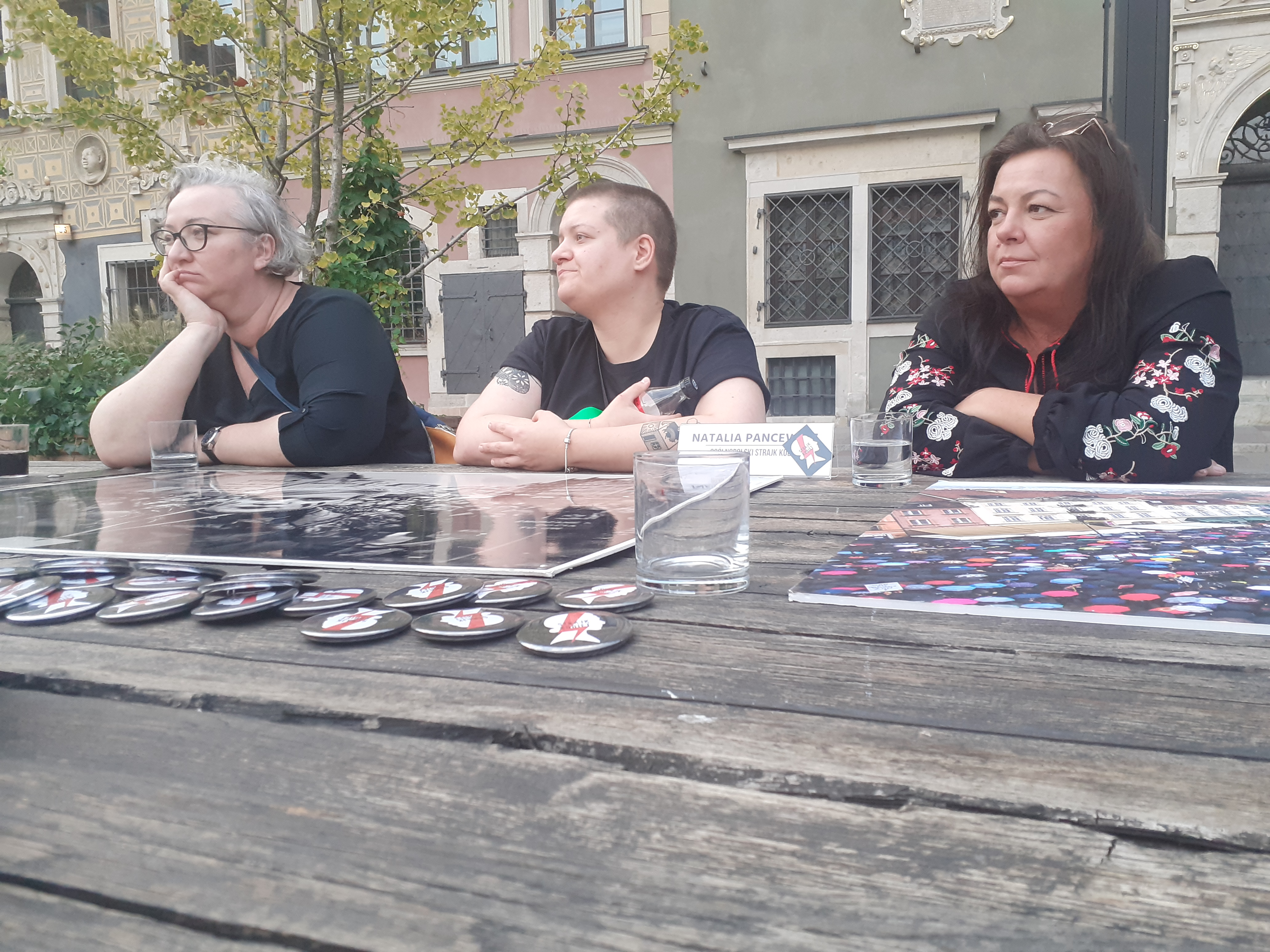
Marta Lempart, Natalia Pancewicz et Agnieszka Czerederecka en 2023 lors d'une réunion ouverte à Varsovie de la Grève Nationale des Femmes.

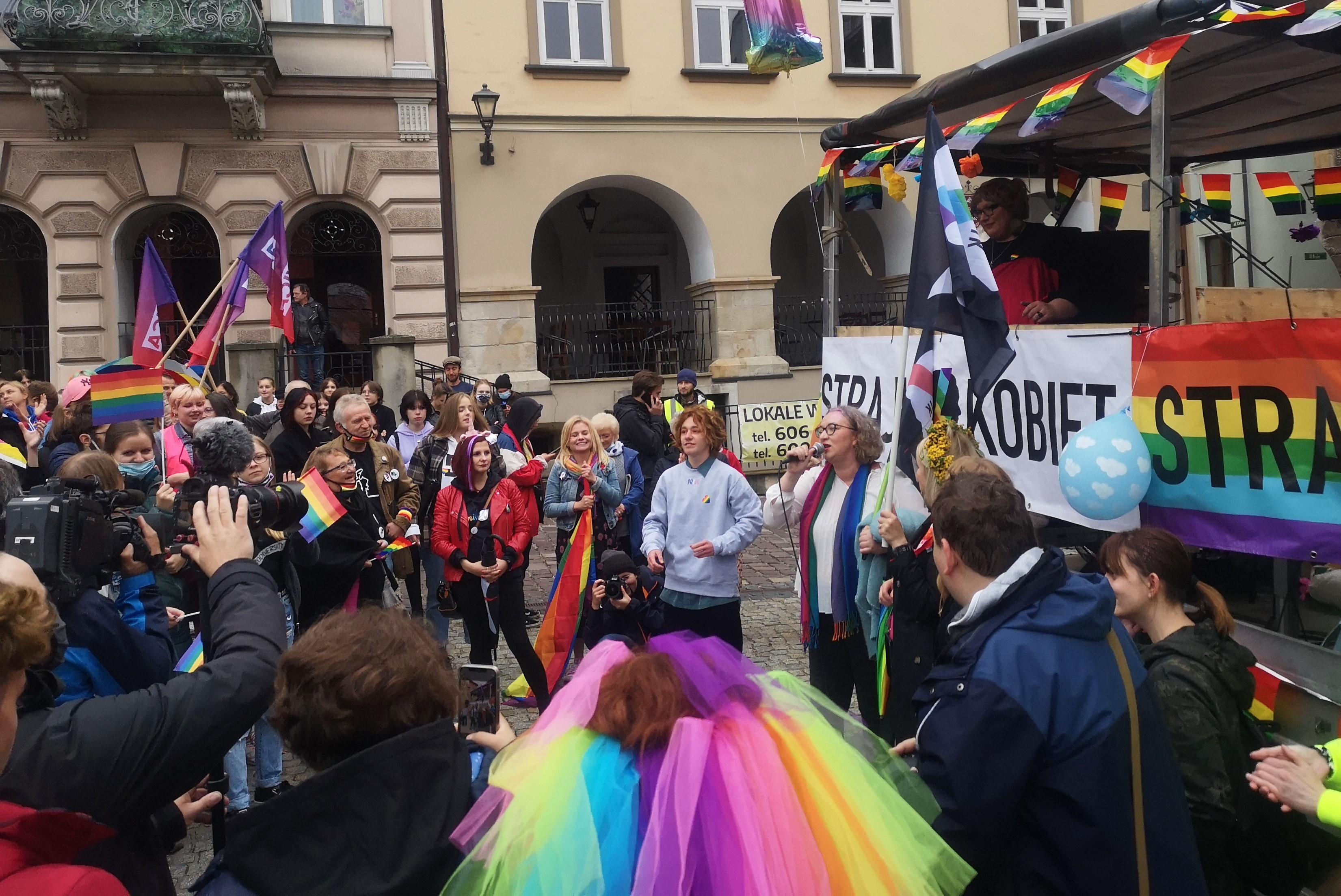
Marta Lempart en 2021, en train de s'exprimer lors de la Marche pour l'égalité à Bielsko-Biała.

### Enfance et études
Marta Lempart naît le 29 août 1979 à Lwówek Śląski, dans la voïvodie de Basse-Silésie.
Elle est diplômée du lycée Adam Mickiewicz de Wrocław. Elle est avocate de profession. Elle passe l'examen de la fonction publique à l'École nationale d'administration publique. Elle suit une formation post-universitaire en gestion de projet et a obtient un certificat PRINCE2 dans ce domaine.
De 2008 à 2010, elle travaille au ministère du Travail et de la Politique sociale et en tant que directrice du département de programmation et de mise en œuvre des tâches au Fonds d'État pour la réadaptation des personnes handicapées (pl). Elle est coautrice de la loi sur la langue des signes et d'autres textes législatifs adaptant le droit polonais à la Convention relative aux droits des personnes handicapées et aux règlements de l'UE sur l'aide publique à l'emploi des personnes handicapées. Elle devient vice-présidente de la Société d'aide aux sourds. Elle dirige une société de promotion immobilière, Diamond Properties, dont elle est présidente,. Elle s'implique également professionnellement dans la lutte contre le lobbying et la législation dans le secteur non gouvernemental.
De 2020 à 2021, elle est journaliste pour Halo.Radio (pl), où elle anime son émission hebdomadaire. Ses chroniques sont également diffusées sur la station de radio.

### Activités sociales
Lors de l'arrivée au pouvoir de Droit et justice en 2015, elle commence à s'impliquer dans les manifestations du Comité de défense de la démocratie. Après la soumission du projet de loi durcissant les lois anti-avortement à la Diète, elle appelle les femmes polonaises, le 25 septembre 2016, lors d'une manifestation à Wrocław, à faire une grève nationale le 3 octobre 2016. L'idée de la grève est inspirée par la grève des Islandaises de 1975. Le lendemain de l'annonce de l'idée, plus de 60 000 personnes expriment leur désir de participer à la manifestation sur Facebook. Le 3 octobre 2016, des femmes manifestent dans les rues de 150 villes polonaises, dans le but de convaincre le parti Droit et justice de geler les travaux sur le projet. Marta Lempart prend la tête de la marche à Wrocław. La vague de protestation donne naissance à la Grève Nationale des Femmes (pl), dont Lempart devient le visage et l'une des dirigeantes. Avec la Grève Nationale des Femmes, elle organise dans les années suivantes des manifestations pour les droits des femmes, mais aussi contre la dissimulation de la pédophilie dans l'Église catholique (sous le slogan #BabyShoesRemember), pour la défense de l'indépendance de la justice ou contre les marches et rassemblements nationalistes.
Le mouvement des femmes nouvellement formé est également remarqué en dehors de la Pologne, et des militantes d'autres pays inspirées par ce mouvement ont également commencé à coopérer au niveau international. En conséquence, la Grève Internationale des Femmes a lieu dans plus de 50 pays le 8 mars 2017, Marta Lempart en étant l'une des initiatrices et des dirigeantes. Un an plus tard, la grève a déjà eu lieu dans plus de 70 pays.

### Activités politiques
En novembre 2018, elle apparaît au congrès fondateur du parti libéral Teraz! (pl) de Ryszard Petru.
Lors des élections locales de 2018, la Grève Nationale des Femmes lance la campagne #DziewczynyDoWyborów, qui vise à encourager et à soutenir les candidatures féminines à différents niveaux de l'administration locale. L'objectif est d'accroître la participation et le rôle des femmes dans les structures gouvernementales locales. Marta Lempart est elle-même candidate à la mairie de Wrocław du comité Wrocław pour tous (en polonais : Wrocław dla Wszystkich), composé de militants d'organisations sociales locales et du parti La Gauche ensemble. Lors des élections du 21 octobre 2018, elle obtient 6046 voix (2,34 %), arrivant sixième sur 10 candidats,.
Lors des élections européennes de 2019, elle se présente sur la liste du parti Printemps à 6e place de la 12e circonscription. Elle obtient 6061 voix, soit la 4e place dans la liste du parti dans la circonscription,.
Dans ses activités publiques et ses campagnes électorales, Lempart met l'accent sur les questions d'égalité pour les femmes, les personnes LGBT+ et les personnes handicapées,.
En février 2021, à la suite de la participation de Lempart aux manifestations contre la restriction du droit à l'avortement en Pologne, le bureau du procureur de Varsovie porte trois accusations contre elle : mise en danger de la vie et de la santé de nombreuses personnes, insulte à des officiers de police et commission de crimes (endommagement de façades d'églises et perturbation des services religieux),.

## Vie privée
Elle est lesbienne. Elle est en couple avec la coach vocale Natalia Pancewicz.

## Controverses
Marta Lempart fait l'objet de nombreuses critiques de la part des partisans de Manifestations Noires et de la Grève Nationale des Femmes, principalement dans les milieux de gauche. Ils accusent la militante, entre autres, de ne pas comprendre les problèmes réels des femmes en Pologne, de s'approprier la Grève Nationale des Femmes pour ses propres intérêts, de manquer de respect pour les personnes de statut social inférieur,, d'ignorer le travail réel d'autres militants de la GNF,, d'impliquer des personnes totalement étrangères à la lutte pour les droits des femmes dans la direction de la grève,, ou de tenter de transformer la grève en une manifestation d'opposition liée à l'environnement de la Coalition civique et du Comité pour la défense de la démocratie,,,.
Le 10 octobre 2022, une manifestation contre l'invasion de l'Ukraine par la Russie se tient devant l'ambassade de Russie à Varsovie. Des centaines de personnes assistent à l'événement, y compris des politiciens et des activistes qui prononcent des discours. Marta Lempart y critique les Russes vivant en Europe pour ne pas avoir participé aux manifestations contre la guerre et contre Vladimir Poutine. Lorsqu'un homme tenant un drapeau blanc-bleu-blanc, un symbole des manifestations anti-guerre en Russie, lui répond depuis la foule, Marta Lempart lui crie de « foutre le camp ». Le jeune Russe est escorté hors de la manifestation par la police pour des raisons de sécurité. La réaction de la militante suscite de vives critiques dans de nombreux milieux et dans les médias,,,. D'autres déclarations de Marta Lempart sont également désapprouvées, notamment son manque de compassion à l'égard des Russes fuyant le régime de Vladimir Poutine,,,.

## Résultats électoraux
| Élections | Comité électoral | Comité électoral           | Poste                                  | Circonscription | Résultat      |
| --------- | ---------------- | -------------------------- | -------------------------------------- | --------------- | ------------- |
| 2018      |                  | KWW Wrocław dla Wszystkich | Maire de la ville de Wrocław           | –               | 6 046 (2,34%) |
| 2019      |                  | Printemps                  | Député européen pour la 9e législature | no 12           | 6 061 (0,46%) |

## Récompenses et distinctions
- 2013 : Première place dans le sondage des femmes les plus influentes de Basse-Silésie par Gazeta Wrocławska[52]
- 2017 : Nomination pour le prix Superbohaterki de Wysokie Obcasy[53]
- 2018 : Prix J. Boniecki de la Fondation Polcul « pour les activités dans le domaine des mouvements pro-démocratiques, et en particulier pour l'idée et l'organisation de la Grève Nationale des Femmes »[54]
- 2020 : Distinction dans la liste des Femmes de l'année 2020 de Forbes Women avec Klementyna Suchanow (pl) pour ses activités dans le cadre de la Grève Nationale des Femmes[55]
- 2021 : Victoire dans le sondage Superbohaterki du magazine Wysokie Obcasy[56],[57],[58]